# マット・クレンタック
マシュー・クレンタック（Matthew Klentak 1980年 - ）は、MLBのゼネラルマネージャー （GM）。

## 来歴
マサチューセッツ州ノーフォーク郡メドフィールド生まれで、ダートマス大学出身。卒業後の2003年にコロラド・ロッキーズの野球部門で1年働き、2004年からの4年間はMLB事務局の労基部門に勤務する。
2008年にはMLB事務局勤務時に知り合ったボルチモア・オリオールズ球団社長のアンディ・マクフェイルからの誘いで同球団の野球部門のディレクターに就任した。
その後、2011年オフにはロサンゼルス・エンゼルスのGM補佐に就任した。2015年シーズン途中にはGMのジェリー・ディポートが辞任した後に臨時GMを務めた。
2015年オフにはフィラデルフィア・フィリーズのGMに就任し、再び球団社長であるマクフェイル（この年よりフィリーズ球団社長）と同じチームでタッグを組むこととなった。
在任5年間でシーズン勝ち越しは無く、2020年10月3日に辞任が発表された。